# Přední Výtoň
Přední Výtoň település Csehországban, a Český Krumlov-i járásban. Přední Výtoň Frymburk, Lipno nad Vltavou, Loučovice, Sankt Stefan-Afiesl, Lichtenau im Mühlkreis, Sankt Oswald bei Haslach és Aigen-Schlägl településekkel határos. Lakosainak száma 198 fő (2024. január 1.).

## Népesség
A település lakosságának változását az alábbi diagram mutatja:
| Lakosok száma | 3673 | 3352 | 3120 | 239  | 285  | 204  | 243  | 228  | 187  | 198  |
|               | 1869 | 1900 | 1921 | 1961 | 1980 | 2011 | 2016 | 2019 | 2021 | 2024 |